# Балет Джоффри
Балет Джо́ффри (англ. Joffrey Ballet) — балетная труппа, основанная в Нью-Йорке в 1956 году танцовщиками Робертом Джоффри и Джеральдом Арпино. Начиная с 1995 года базируется в Чикаго. Балетный сезон длится с октября по май, спектакли даются в театре «Аудиториум».

## История
Балетная труппа выросла на базе школы, основанной Джоффри и Арпино в 1953 году: начиная с 1956 года ученики начали выступать в составе небольшого гастрольного коллектива, в 1960 году труппа получила название «Балет Роберта Джоффри» (англ. Robert Joffrey Theatre Ballet).
В начале 1960-х компанию через свой благотворительный фонд активно поддерживала меценатка Бекки Харкнесс. Благодаря её финансовой помощи состоялись международные гастроли, в 1963 году труппа посетила Советский союз. Однако, когда Джоффри отказался переименовать свою труппу в её честь, их пути разошлись: в 1964 году Бекки Харкнесс основала собственную балетную труппу, «Балет Харкнесс», переманив танцовщиков, работавших с Джоффри.
В 1965 году Джоффри и Арпино смогли собрать новую труппу. Художественное руководство взял на себя Джоффри, Арпино стал главным балетмейстером. После удачного дебюта в Нью-Йорке «Балет Джоффри» был приглашён обосноваться в Нью-Йоркском городском центре музыки и драмы и стал официально называться City Center Joffrey Ballet.
В 1970-х труппа приобрела всемирную славу благодаря работам современных хореографов и, главным образом, — реконструкциям забытых балетов 1920—1930-х годов, в первую очередь — из репертуара «Русских балетов» Сергея Дягилева. Вершиной этого направления деятельности стало тщательное восстановление Миллисент Ходсон (англ. Millicent Hodson) и Кеннетом Арчером (англ. Kenneth Archer) при помощи Мари Рамбер балета Вацлава Нижинского «Весна священная» — премьера состоялась осенью 1987 года в Лос-Анджелесе.
В 1977—1992 годах «Балет Джоффри» кроме сезона в Нью-Йорке ежегодно выступал в Лос-Анджелесе.
После смерти Роберта Джоффри в 1988 году, художественное руководство труппой принял Джеральд Арпино. В 1995 году компания переехала в Чикаго, поначалу сменив название на «Чикагский балет Джоффри» (Joffrey Ballet of Chicago), но вскоре вновь сократив его до «Балета Джоффри». В июле 2007 года, незадолго до своей смерти, Арпино стал «почётным художественным руководителем труппы». Художественным руководителем был назначен танцовщик Эшли Уитер (англ. Ashley C. Wheater).
Балет Джоффри был первой танцевальной труппой, выступившей в Белом доме по приглашению Жаклин Кеннеди, первой, появившейся на американском телевидении, первой классической танцевальной труппой, использовавшей мультимедийные средства, первой, создавшей балет под рок-музыку, первой, появившейся на обложке журнала TIME, и первой труппой, на основе которой был создан фильм Роберта Альтмана "Труппа".

## Деятельность
По состоянию на 2014 год труппа состояла из 40 танцоров, регулярно выступала в период сентябрь–май в театре Auditorium в Чикаго и участвовала в нескольких внутренних и международных гастролях в течение всего года. Его репертуар состоит как из классических, так и современных пьес, а также ежегодных декабрьских спектаклей "Щелкунчика", представленных совместно с Чикагским филармоническим оркестром. С 2016 года труппа представляет версию "Щелкунчика", которую она заказала у хореографа Кристофером Уилдоном, и которая была переиздана во время Всемирной Чикагской выставки 1893 года.
В 2007 году Джеральд Арпино ушёл из повседневной деятельности, став почетным художественным руководителем до своей смерти в 2009 году. В октябре 2007 года бывший танцор, помощник художественного руководителя и балетмейстер Балета Сан-Франциско, стал третьим художественным руководителем. В 2019 году труппа представила мировую премьеру совершенно нового "сюжетного балета" по мотивам "Анны Карениной". Хореография Юрия Поссохова, а композитором был Илья Демуцкий, который представил новую полноформатную оркестровую партитуру, первую в истории Джоффри.